# Utetheisa formosa
Utetheisa formosa är en fjärilsart som beskrevs av Jean Baptiste Boisduval 1833. Utetheisa formosa ingår i släktet Utetheisa och familjen björnspinnare. Inga underarter finns listade i Catalogue of Life.